# Pylkönmäki
Pylkönmäki var en kommun i landskapet Mellersta Finland i Finland. Kommunen hade 935 invånare (2008), på en yta av 392,40 km².
Den 1 januari 2009 slogs Pylkönmäki samman med Saarijärvi stad.
Pylkönmäki var enspråkigt finskt.

## Politik

### Mandatfördelning i Pylkönmäki kommun, valen 1976–2004
| 2 | 5 | 10 |

| 1 | 5 | 11 |

| 1 | 4 | 3 | 9 |

| 1 | 3 | 3 | 10 |

| 1 | 4 | 3 | 8 | 1 |

| 1 | 4 | 11 | 1 |

| 1 | 4 | 12 |

| 5 | 12 |

| 13 | 4 |